# Stipa aphylla
Stipa aphylla är en gräsart som först beskrevs av Rodway, och fick sitt nu gällande namn av J.Townrow. Stipa aphylla ingår i släktet fjädergrässläktet, och familjen gräs. Inga underarter finns listade i Catalogue of Life.